# Cornelis Walraven van Ommeren (1885-1969)
Cornelis Walraven van Ommeren (Nederhemert, 22 februari 1885 – aldaar, 11 september 1969) was een Nederlands politicus. 
Hij werd geboren als zoon van Baris Cornelis van Ommeren (1827-1907; landeigenaar) en Jenneke van Leeuwen (1860-1916). Hij was werkzaam bij de gemeentesecretarie van Heusden voor hij in 1911 benoemd werd tot gemeentesecretaris van Nederhemert. In 1919 volgde daar zijn benoeming tot burgemeester. Van Ommeren ging in 1950 met pensioen en overleed in 1969 op 84-jarige leeftijd. 
Zijn grootvader Cornelis Walraven van Ommeren (1796-1856) was in de 19e eeuw eveneens burgemeester van Nederhemert. 